# آتش خودی در جنگ غزه
در موارد مشخصی مواردی از آتش خودی در جنگ غزه رخ داد. اکثریت قریب به اتفاق تلفات در این درگیری توسط طرف مقابل کشته شدند، یعنی اسرائیلی‌ها توسط مبارزان فلسطینی و فلسطینی‌هایی که توسط ارتش اسرائیل کشته شدند. به گفته نیروهای دفاعی اسرائیل (IDF)، تا ماه مه ۲۰۲۴، ۴۹ نفر از ۲۷۸ سرباز اسرائیلی که در جریان تهاجم اسرائیل به نوار غزه کشته شدند، بر اثر شلیک خودی و در حوادث دیگر کشته شدند.

## پس زمینه
حوادث آتش دوستانه قبل از تهاجم به غزه و حملات ۷ اکتبر دیده می‌شد، در تابستان ۲۰۲۳ در حالی که نیروهای ارتش اسرائیل یک کوچه در جنین را با واحد کماندوی نخبه ایگوز ایمن می‌کردند یک افسر درجه دار توسط آتش خودی کشته شد. دو نفر دیگر در همان واحد در ژانویه ۲۰۲۲ در دره اردن کشته شدند و هر دو حادثه به عنوان اشتباه گرفتن سربازان دانسته شدند.
پس از حملات ۷ اکتبر، اسرائیل حدود ۳۶۰۰۰۰ نیروی ذخیره را در ارتش اسرائیل بسیج کرد که قرار بود به حدود ۱۶۹۵۰۰ پرسنل وظیفه اش اضافه شود. تا ژانویه ۲۰۲۴ حدود ۲۹۵۰۰۰ سرباز ذخیره برای انجام وظیفه حاضر شدند و بسیاری از آنها احتمالاً به دلیل نگرانی‌های مربوط به زمان قبل از اعزام به نبرد تحت آموزش بودند. بودجه سالانه ارتش اسرائیل حدود ۲۳٫۶ میلیارد دلار برای سال ۲۰۲۳ است و دارای طیف وسیعی از تسلیحات دفاعی و تهاجمی بسیار پیشرفته است.

## ۷ اکتبر: دستورالعمل هانیبال
در ۵ دسامبر ۲۰۲۳، گروگان‌های اسرائیلی آزاد شده توسط حماس با کابینه جنگی بنیامین نتانیاهو، نخست‌وزیر نتانیاهو دیدار کردند و مدعی شدند که در جریان حمله ۷ اکتبر حماس به اسرائیل، آنها عمداً توسط هلیکوپترهای اسرائیلی در مسیر خود به غزه مورد حمله قرار گرفتند و به‌طور مداوم توسط ارتش اسرائیل در حالی که آنها آنجا بودند گلوله‌باران شدند. کانال ۱۲ اسرائیل در ۱۶ دسامبر گزارش داد که نیروهای ارتش اسرائیل به یک تراکتور حامل گروگان‌ها که در حال حرکت به سمت غزه بود شلیک کرده‌اند. در ۱۸ دسامبر، ارتش اسرائیل اعتراف کرد که "تلفاتی در نتیجه آتش خودی در ۷ اکتبر رخ داد "، اما افزود که "فرای تحقیقات عملیاتی رویدادها، به دلیل حجم زیاد و پیچیدگی آنها که در جوامع کیبوتص و جنوب اسرائیل به دلیل شرایط چالش‌برانگیز سربازان در آن زمان رخ داد، بررسی این حوادث از نظر اخلاقی صحیح نیست.
در ژانویه ۲۰۲۴، تحقیقی توسط روزنامه اسرائیلی یدیعوت آحارونوت به این نتیجه رسید که ارتش اسرائیل از ظهر ۷ اکتبر دستورالعمل هانیبال را در عمل اعمال کرده است و به تمام واحدهای رزمی دستور داده است تا «به هر قیمتی» هرگونه تلاش شبه نظامیان حماس برای بازگشت به غزه را با گروگان‌ها متوقف کنند. هلیکوپترهای ارتش اسرائیل به خودروهایی که قصد عبور از غزه را داشتند شلیک کردند. مشخص نیست که چه تعداد از گروگان‌ها بر اثر این دستور با آتش خودی کشته شدند. به گزارش یدیعوت آحارونوت، سربازان اسرائیلی حدود ۷۰ خودرو را در جاده‌های منتهی به غزه که توسط هلیکوپتر، تانک یا پهپاد مورد اصابت قرار گرفته بودند، بازرسی کردند و حداقل در برخی موارد همه سرنشینان آن کشته شده بودند.

## ۷ اکتبر: حوادث دیگر

### کیبوتص بئری
در حمله به رهبری حماس در ۷ اکتبر، حدود ۴۰ پیکار جوی حماس به کیبوتص بئری در جنوب اسرائیل حمله کردند و بسیاری از اسرائیلی‌ها را به گروگان گرفتند. در مقطعی، یکی از فرماندهان فلسطینی از یک زن اسرائیلی به نام یاسمین پورات خواست که با پلیس اسرائیل تماس بگیرد، زیرا او می‌خواهد در ازای زنده نگه داشتن گروگان‌ها برای بازگشت امن به غزه مذاکره کند. پلیس اسرائیل از راه رسید و با پیکار جویان درگیر شد. پیکار جویان از گروگان‌ها برای جلوگیری از کشتن آنها توسط پلیس اسرائیل استفاده کردند. سپس یک تانک از راه رسید و به سمت خانه پر از گروگان‌ها شلیک کرد. پورات اظهار داشت که بیشتر گروگان‌ها قبل از رسیدن تانک هنوز زنده بودند. سرتیپ ژنرال باراک هیرام اعتراف کرد که با وجودی که می‌دانست که این تانک شامل غیرنظامیان اسرائیلی و شبه‌نظامیان فلسطینی است، دستور داده بود تانک «حتی به بهای تلفات غیرنظامی» به سمت این خانه شلیک کند.
خویشاوندان برخی از کشته شدگان خواستار تحقیقات در مورد مرگ احتمالی برخی از این گروگان‌ها در اثر آتش خودی شده‌اند، از جمله حادثه ای که در آن یک تانک اسرائیلی به خانه ای پر از گروگان‌ها شلیک کرد.

### کیبوتس نیر اوز
در ۷ اکتبر، زمانی که دورون کاتز-آشر اسرائیلی و سایر اعضای خانواده اش از کیبوتص نیر اوز با یک تراکتور توسط شبه نظامیان فلسطینی به اسارت منتقل می‌شدند، ارتش اسرائیل برای جلوگیری از رسیدن تراکتور به غزه، به آنها شلیک کرد. مادرش افرات کاتز بر اثر اصابت گلوله جان باخت. دورون کاتز آشر به مدت ۴۹ روز در غزه گروگان بود و سپس در جریان آتش‌بس در اواخر نوامبر آزاد شد. در ۵ آوریل ۲۰۲۴ اعلام شد که تحقیقات ارتش اسرائیل احتمال بالایی داد که کاتز احتمالاً در اثر آتش خودی کشته شده است.

### کیبوتس آلومیم
در ۷ اکتبر، افک آتون و دوست دخترش تامار از قتل‌عام جشنواره موسیقی رعیم فرار کردند و سعی کردند برای پناه بردن به کیبوتز آلومیم که مورد حمله قرار گرفت وارد شوند. اعضای جوخه امنیتی کیبوتص و یک سرباز ساکن آنها را با ستیزه‌جویان اشتباه گرفتند و تیراندازی کردند و آتون را کشتند و تامار را زخمی کردند.

## تهاجم به نوار غزه
به گفته ارتش اسرائیل، از زمان حمله زمینی به غزه که در ۲۹ اکتبر شروع شد، هر هفته به‌طور متوسط ۲ تا ۶ سرباز در اثر شلیک خودی کشته شدند که در مجموع ۱۸ سرباز از ۱۷۰ کشته شده تا ۱ ژانویه ۲۰۲۴ در اثر آتش خودی بود. تا ۲۶ ژانویه، تعداد نیروهای ارتش اسرائیل که در حوادث آتش خودی کشته شدند، به ۳۶ نفر از ۱۸۸ سربازی که به عنوان کشته گزارش شده بود، افزایش یافت. آنها بخشی از حدود ۱۷ درصد از تلفات مربوط به جنگ سربازان بودند که به عنوان حادثه طبقه‌بندی شدند. در ششمین ماه پس از حمله ۷ اکتبر در آوریل ۲۰۲۴، ارتش اسرائیل اطلاعاتی را در مورد درگیری‌های خود منتشر کرد که شامل تعداد تلفات بود. بر اساس گزارش، ۴۱ سرباز از ۶۰۴ کشته از زمان شروع جنگ، در نتیجه حوادث عملیاتی شامل آتش خودی بوده است.

### گروگان‌ها
در اوایل دسامبر ۲۰۲۳، سه گروگان اسرائیلی در حمله هوایی نیروهای دفاعی اسرائیل به آپارتمانی در شهر غزه که در آن نگهداری می‌شدند، جان باختند.
در ۱۵ دسامبر ۲۰۲۳، سربازان ارتش اسرائیل سه گروگان اسرائیلی را که پرچم سفید را در شجاعیه غزه به اهتزاز درآورده بودند به ضرب گلوله کشتند.
پس از عملیات نجات ارتش اسرائیل در اردوگاه آوارگان نصیرات در ۸ ژوئن ۲۰۲۴ که باعث نجات چهار گروگان اسیر شده در جریان قتل‌عام جشنواره موسیقی رعیم شد، حماس اعلام کرد که همراه با تلفات سنگین فلسطینی، عملیات ارتش اسرائیل منجر به کشته شدن اقلاً سه گروگان اسرائیلی شد. بنا بر گزارش‌ها، ارتش اسرائیل گزارش‌های مربوط به کشته شدن این گروگان‌ها را رد کرده و آن را «دروغی آشکار» خوانده است.
در اوت ۲۰۲۴، گروگان نجات یافته نوآ ارگمانی گزارش داد که در حین بازداشت در غزه به دلیل حملات هوایی ارتش اسرائیل که باعث فروریختن دیوار بر روی او می‌شود، مجروح شده است.

### تجزیه و تحلیل
دریاسالار بازنشسته نیروی دریایی ایالات متحده و رهبر سابق نیروهای ناتو، جیمز استرایدیس، هنگام صحبت با خبرنگاران هشدار داد که ارتش اسرائیل نرخ آتش خودی بسیار بالایی دارد، حتی در یک محیط شهری با تراکم جمعیتی بالا. الکس پلیتزاس، عضو شورای آتلانتیک و کارشناس اطلاعات نظامی هشدار داد که به دلیل غبار جنگ، با این که که هرگونه آتش سوزی خودی مایه نگرانی است، تشخیص یا تأمل در مورد موضوعات گسترده‌تر با ارتش اسرائیل و تاکتیک‌های آنها دشوار است. برخی از کارشناسان مانند ژنرال بازنشسته ایالات متحده، شان مک فارلند، نبرد شهری، عدم تخلیه و کیفیت پایین ساختمان‌ها به دلیل محاصره را که می‌تواند باعث تعداد بیشتری از آتش خودی شود، برجسته کردند. در حالی که دیگران مانند آونر گواریاهو از سازمان کهنه سربازان ارتش اسرائیل علیه اشغال، شکستن سکوت اعلام کرد که دلیل آن سیاست " قواعد بسیار سست استفاده از زور " است.
خواهر و برادر یکی از مهندسان کشته شده در حادثه ۸ ژانویه، علت مرگ برادرانش را یک حادثه بسیار نادر اعلام کرد و سربازان درگیر را مقصر ندانست زیرا تحت فشار زیادی هستند و وظیفه آنها حفاظت از مهندسان بود. .